# Gymnothorax melatremus
Gymnothorax melatremus är en fiskart som beskrevs av Schultz, 1953. Gymnothorax melatremus ingår i släktet Gymnothorax och familjen Muraenidae. Inga underarter finns listade i Catalogue of Life.